# Satoko Ishimine
Satoko Ishimine (石嶺 聡子 Ishimine Satoko?, nacido 3 de octubre de 1975) es una cantante, compositora y productora musical japonesa. Ella saltó a la fama en 1992 cuando, a la edad de 16 años, ganó el Gran Premio de la 16.ª anual de los Festival de Canto Nagasaki, lo que resultó en que recibió un contrato de grabación con Toshiba EMI.
Después de graduarse de la escuela secundaria, Ishimine viajó a Los Ángeles, California, para recibir entrenamiento de la voz y clases de baile. En noviembre de 1994, lanzó su primer sencillo Doyōbi to Pen to Udedokei (Sábado, Pluma y Reloj de Pulsera).
En marzo de 1995, Ishimine ganó el primer premio en la 5.ª anual de Concurso de Canto Recién Llegado NHK. En mayo, lanzó una versión cover de la renombrada canción Hana, grabada originalmente por Shoukichi Kina, para la película Himeyuri no Tō (Torre del Himeyuri). Este, su tercer sencillo, vendió más de 500.000 copias. A finales de año, ella fue seleccionada para participar en la 46.ª anual del NHK Kōhaku Uta Gassen con dicha canción.